# Jirko Malchárek
Jirko Malchárek (* 26. Juni 1966 in Jeseník, Tschechoslowakei) ist ein slowakischer Autorennfahrer und Politiker. Er war vom 4. Oktober 2005 bis zum 4. Juli 2006 Wirtschaftsminister und stellvertretender Ministerpräsident der slowakischen Republik.

## Karriere im Motorsport
Malchárek begann seine Motorsportkarriere 1988 im Tourenwagensport. Von 1988 bis 1990 war er in der tschechischen Tourenwagenmeisterschaft aktiv. Von 1991 bis 1994 trat er im tschechischen Ford Fiesta Cup an. Dabei wurde er 1992 Zweiter und 1994 Meister. Anschließend war er für zwei Jahre im tschechischen BMW Cup. Dort erreichte er 1995 den zweiten Platz. Nachdem Malchárek 1997 eine Saison in der europäischen Zone-Meisterschaft gefahren war, trat er von 1998 bis 2000 im Porsche Supercup an.
2001 und 2002 startete Malchárek schließlich in der FIA-GT-Meisterschaft in der NGT-Wertung. 2002 war er darüber hinaus Testfahrer beim Formel-1-Team Minardi. Malchárek wurde damit zum ersten Slowaken, der ein Formel-1-Auto testete.
Nachdem er mehrere Saisons pausiert hatte, nahm er 2007 an der europäischen Ferrari Challenge teil. Er wurde 19. Nach weiteren Jahren Pause trat er 2011 in der FIA-GT3-Europameisterschaft zu zwei Rennen an.

### Karrierestationen
| - 1988: Tschechische Tourenwagen-Meisterschaft - 1989: Tschechische Tourenwagen-Meisterschaft - 1990: Tschechische Tourenwagen-Meisterschaft - 1991: Tschechischer Ford Fiesta Cup - 1992: Tschechischer Ford Fiesta Cup (Platz 2) - 1993: Tschechischer Ford Fiesta Cup | - 1994: Tschechischer Ford Fiesta Cup (Meister) - 1995: Tschechischer BMW Cup (Platz 2) - 1996: Tschechischer BMW Cup - 1997: Europäische Zone Meisterschaft - 1998: Porsche Supercup (Platz 19) - 1999: Porsche Supercup (Platz 17) | - 2000: Porsche Supercup - 2001: FIA-GT-Meisterschaft, NGT (Platz 32) - 2002: FIA-GT-Meisterschaft, NGT - 2002: Formel 1 (Testfahrer) - 2007: Europäische Ferrari Challenge (Platz 19) - 2011: FIA-GT3-EM (Platz 59) |

## Karriere in der Politik
Malchárek schloss 1989 ein Maschinenbau-Studium an der Slowakischen Technischen Universität Bratislava ab. Anschließend arbeitete er von 1989 bis 1992 im Büro des Bevollmächtigten der slowakischen Regierung für die Automobilindustrie. Von 1993 bis 1998 war er privater Geschäftsmann.
1998 wurde Malchárek als Abgeordneter der Partei der bürgerlichen Verständigung (SOP – Strana občianskeho porozumenia) in den Nationalrat der Slowakischen Republik gewählt. 2002 wurde er, diesmal für die Allianz des neuen Bürgers (ANO – Aliancia nového občana), erneut in den Nationalrat gewählt. 2006 kandidierte er für die Partei NÁDEJ, die nicht in den Nationalrat einzog.
Am 4. Oktober 2005 wurde Malchárek Wirtschaftsminister der Slowakei. Nachdem sich die Regierungskoalition unter Ministerpräsident Mikuláš Dzurinda auf Malchárek als Wirtschaftsminister geeinigt hatte, zögerte Staatspräsident Ivan Gašparovič die Ernennung Malcháreks – offiziell aus Termingründen – um einen Monat hinaus. Gašparovič hatte die Qualifikation Malcháreks zuvor mehrfach in Frage gestellt. Malchárek leitete das Wirtschaftsministerium bis zum 4. Juli 2006. Zudem war er in der Zeit als Minister stellvertretender Ministerpräsident der slowakischen Republik.

### Gorilla-Affäre
Malchárek stellt eine der Hauptfiguren im Spätdezember 2011 veröffentlichten Abhörprotokoll „Gorila“ des slowakischen Geheimdienstes dar, in dem Privatisierungen in den Jahren 2005–6 und Provisionen für ihn behandelt werden und das einen politischen Skandal auslöste.